# Polypodium eperopeutes
Polypodium eperopeutes là một loài thực vật có mạch trong họ Polypodiaceae. Loài này được Mickel & Beitel miêu tả khoa học đầu tiên năm 1988.